# باتروسلي
باتروسلي هي بلدة ومدينة في مقاطعة كاتانزارو ، في منطقة كالابريا بجنوب إيطاليا .